# Remšenik
Remšenik (nemško Remschenig) je naselje v Občini Železna Kapla - Bela v Okraju Velikovec na Koroškem v Avstriji.